# Империя Мин
Великая Минская империя (кит. 大明朝, пиньинь Dà Míng Cháo, палл. да мин чао) —
государство, образовавшееся на китайских землях после свержения власти монгольской империи Юань. Существовало с 1368 года по 1644 год. Несмотря на то, что минская столица Пекин пала в 1644 году в результате восстания Ли Цзычэна, часть страны оставалась под контролем лояльного к минской семье режима (Южная Мин) до 1662 года.
В империи Мин был построен флот и создана постоянная армия, общая численность которой достигала миллиона человек. Частный сектор земельных владений в результате продолжительных войн сократился до одной трети всей обрабатываемой площади, в противовес чему возрос государственный сектор. По сути, в империи победила надельная система, хотя её установление формально и не было объявлено. Была проведена жёсткая централизация управления, предпринимались попытки регламентировать все сферы жизни граждан. Несмотря на успешное правление первых двух императоров — Чжу Юаньчжана и его сына Чжу Ди — со временем в государственном аппарате империи появились признаки разложения, и к началу XVII века он уже был насквозь пропитан коррупцией, императоры мало интересовались политикой, и вся высшая власть была сосредоточена в руках их многочисленного окружения (родственников, евнухов и придворных). Кризис затронул также аграрные отношения: после тотальной приватизации земли приближёнными императоров государственный сектор практически исчез. Минский Китай начал проводить политику самоизоляции. В это время на северо-восточных окраинах Китая возникло молодое, но сильное государство маньчжуров под властью клана Нурхаци. Воспользовавшись крестьянским восстанием Ли Цзычэна, они захватили Пекин и присоединили Китай к маньчжурской империи Цин.
После падения столицы и смерти императора Чжу Юцзяня, покончившего жизнь самоубийством, властители оставшихся под контролем Мин Нанкина, Фуцзяня, Гуандуна, Шаньси и Юньнаня так и не смогли скоординировать свои действия и к 1662 году один за другим пали под натиском маньчжуров. Один из главнокомандующих Южной Мин, Чжэн Чэнгун, сознавая бесперспективность борьбы против маньчжуров на материке, решил оставить материк (сохранив за собой две базы — Сямэнь и Цзиньмэнь), изгнать голландцев с Тайваня и превратить этот остров в основную базу войны против завоевателей. Формально Тайвань стал считаться частью империи Мин, но после казни последнего законного минского императора Чжу Юлана Чжэн не хотел больше никого признавать в качестве монарха. Так возник редко встречающийся в мировой истории курьёз — «монархия без монарха»; вся реальная власть на острове принадлежала «главнокомандующему-усмирителю» Чжэн Чэнгуну, фактически основавшему новую династию. Чжэны правили Тайванем и воевали с маньчжурами под флагом империи Мин ещё двадцать лет.

## История

### Восстание и последующая борьба за власть
Китай был частью монгольской империи Юань (1271—1368) до прихода к власти будущих императоров Мин. Недовольство монгольским владычеством объяснялось, среди прочего, дискриминационной политикой государства, направленной против китайцев (хань). Кроме того, падение режима обусловили жёсткий налоговый гнёт и катастрофический разлив реки Хуанхэ, вызванный тем, что прежние ирригационные сооружения пришли в негодность. В результате всего вышеперечисленного промышленность и сельское хозяйство в равной степени пришли в упадок, и сотни тысяч крестьян, насильно согнанных для ремонта речных дамб, восстали.
Это восстание получило в историографии название восстания Красных повязок. Войска восставших формировали члены Белого лотоса — тайного буддийского братства. Из среды повстанцев вскоре выделился Чжу Юаньчжан, до начала восстания — нищий крестьянин, затем буддийский монах, примкнувший к красноповязочникам в 1352 году. Вначале он не выделялся среди остальных, затем значительно вырос в статусе, женившись на приёмной дочери одного из руководителей восстания. В 1356 году отряд под его командованием (так называемый «Зелёный лес») захватил Нанкин, ставший позднее столицей Минской династии.
Чжу Юаньчжан укрепил свою власть на Юге страны, разбив своего основного соперника, также руководителя одного из отрядов Чэнь Юляна в битве при озере Поянху в 1363 году. Позднее, когда при невыясненных обстоятельствах скончался вождь Красных повязок, незадолго до того посетивший дом Чжу, последний окончательно перестал скрывать свои имперские амбиции и в 1368 году направил армию восставших на штурм юаньской столицы. Последний юаньский император бежал на север, в Шанду, а Чжу, разрушив до основания дворцы прежней династии в их столице Ханбалык (Пекин), объявил во всеуслышание об учреждении новой империи Мин. Так было восстановлено независимое Китайское государство.
Отбросив традиционный принцип, согласно которому государство получало название по имени области, из которой происходил его первый император, Чжу, руководствуясь монгольским примером жизнерадостных названий, выбрал для него имя Мин (明) — «сияющая». Девизом его правления был выбран «Разлив воинственности» (кит. трад. 洪武, пиньинь Hóngwǔ, палл. хунъу). Также он предпочёл забыть о том, что был обязан своим возвышением Белому Лотосу и, едва придя к власти, стал отрицать своё членство в этой организации, а став императором, жестоко подавлял религиозную оппозицию своему правлению.

### Правление первого императора

#### Внутренняя политика

Портрет Хунъу (1368—1398 гг. пр.)

Император Чжу Юаньчжан немедленно занялся восстановлением экономики страны. Он закрепил все земли, захваченные крестьянами и крупными землевладельцами во время войны, за теми, кто их обрабатывал. Пахотной земли не хватало, поэтому земледельцы, которые поднимали целину, на три года освобождались от налогов, что позволило уже на третий год правления Хунъу заселить целинные земли вокруг городов в северных областях. В дальнейшем правительство также поощряло беженцев и население из густонаселённых областей к переселению на целинные земли, предоставляя им всяческие льготы. Для увеличения количества рабочей силы было отменено рабство (владеть рабами позволялось лишь членам императорской семьи), сокращалось количество монахов, запрещалась купля-продажа свободных людей, в том числе приём в заклад жён, детей, наложниц; не допускалась также купля-продажа рабов.
Однако вместе с расширением государственного фонда земли и стимулированием роста рабочей силы Чжу Юаньчжан стремился ввести строгий учёт земли и подданных. Уже на следующий год после основания новой империи был издан императорский указ, повелевавший всем подданным зарегистрироваться при составлении новых подушных реестров. В 1370 году была проведена первая перепись населения, имевшая целью не только учесть всех подданных, но и определить размеры имущества каждого двора. В 1381 году в эту систему были внесены изменения, позволившие упорядочить процедуру сбора налогов и отбывания повинностей.
Помимо освоения целинных земель, в начале существования Минской империи были приняты меры по восстановлению ирригационной системы. Чжу Юаньчжан приказал всем местным властям доводить до сведения двора все просьбы и претензии населения относительно ремонта или строительства оросительных сооружений. В 27-й год Хунъу (1394) император специальным указом обязал министерство общественных работ привести в порядок пруды и водохранилища на случай засух и проливных дождей, а также разослал по всей стране учащихся государственного училища и технических специалистов для наблюдения за ирригационными работами. Зимой 1395 года в стране было открыто 40 987 запруд и водоотводов.
В первые годы после провозглашения империи Мин её административный аппарат копировал танско-сунские образцы VII—XII веков, а также некоторые юаньские порядки. Однако эта структура, несколько отстранявшая от власти самого императора, не устраивала Чжу Юаньчжана, поэтому он вскоре приступил к радикальным преобразованиям управленческого аппарата, основная цель которых сводилась ко всемерному усилению централизации и личной власти государя. Первой была реформирована местная администрация, затем — центральное управление, а также высшее военное командование.
В 1380 году по подозрению в участии в заговоре против особы императора был казнён первый министр Ху Вэйюн (胡惟庸), после чего посты канцлеров и весь подчинявшийся им дворцовый секретариат были окончательно упразднены, а вся полнота исполнительной власти перешла к императору. Постоянно ожидая заговоров против себя со стороны министров и подданных, император учредил Цзиньи-вэй — службу тайной полиции, состоявшую из воинов его дворцовой охраны. В течение 30 лет правления проводились чистки среди чиновников и населения страны, в результате чего погибли 100 тыс. человек; вина за это не в последнюю очередь лежит на тайной полиции императора.
Будучи конфуцианцем, император Чжу Юаньчжан тем не менее не питал доверия к чиновничьему классу и охотно подвергал чиновников телесным наказаниям за совершённые провинности. В 1377 году он отменил конфуцианские экзамены на соискание чиновничьего звания после того, как 120 чиновников, ранее получивших степень цзиньши (высшая учёная степень, получаемая при сдаче столичных экзаменов), оказались бездарными министрами. После возобновления экзаменов в 1384 году он казнил главного экзаменатора после того, как было доказано, что тот разрешал получить степень цзиньши только соискателям из южного Китая.
Согласно «Минши» («История Мин»), первоначальная редакция нового конфуцианского свода законов, известного как «Да Мин люй» (который в значительной степени повторял старый Танский свод 653 года), была утверждена в 1367 году, а окончательная редакция была принята в 1397 году и оставалась неизменной до падения империи, хотя и дополнялась специальными постановлениями.
Хунъу перестроил армию по образцу вэйсо, взяв за образец военную систему фубин империи Тан. Основной упор делался на то, чтобы солдаты, получив земельные наделы, могли сами себя обеспечивать продовольствием в то время, когда императору не требовалась их служба. Эта система, впрочем, потерпела полный крах, продовольственное снабжение так и не удалось наладить, а получаемые время от времени награды были явно не достаточны для того, чтобы заинтересовать солдат в продолжении службы; в тыловых частях, где, в отличие от пограничных, не было внешнего снабжения, продолжало процветать дезертирство.

#### Жёсткая демографическая и стандартизирующая политика
По мнению историка Тимоти Брука, император Чжу Юаньчжан, достигнув стабильности в китайском обществе, стремился укрепить её помимо прочего и за счёт закрепощения граждан, как физического (разрешались поездки не далее 12 км от места проживания), так и социального (сын военного должен был стать военным, сын ремесленника становился ремесленником). Император попытался постепенно ввести жёсткую регламентацию всей жизни подданных, включая ношение единых для всей империи чиновничьих и военных халатов с определёнными буфанами, соответствующими рангу владельца, стандарты для устной речи и письма, которые не позволяли бы образованному классу проявлять своё превосходство над необразованным. Его недоверие к чиновничьей элите дополнялось также презрительным отношением к верхушке торгового класса; её влияние он всячески пытался ослабить, облагая чрезвычайно высокими налогами город Сучжоу и его окрестности (юго-восточное Цзянсу) — родину богатейших купеческих семей Китая. Также несколько тысяч зажиточных семейств были в принудительном порядке перемещены с юго-востока страны в окрестности Нанкина на южном берегу Янцзы с запретом в дальнейшем выбирать себе место жительства по собственному усмотрению. Для того, чтобы пресечь возможность несанкционированной торговли, император приказал им ежемесячно представлять полную опись своего имущества. Одну из своих важнейших задач Чжу Юаньчжан видел в том, чтобы сломить могущество купеческого и землевладельческого классов в то время, как с точки зрения объективной реальности, некоторые из декретов его правительства позволяли им найти лазейки для дальнейшего обогащения.
Результатом массовых переселений и попыток населения избежать налогового бремени стал рост количества бродячих торговцев, разносчиков, батраков, кочующих с места на место в попытках найти землевладельцев, которые могли бы сдать им в аренду ферму и дать постоянную работу. В середине Минской эры императорам пришлось отказаться от системы принудительных переселений, и вместо неё вменить в обязанность местным властям регистрацию кочующего населения и его обложение налогом. По сути дела, Хунъу получил ещё более мощный класс богатых землевладельцев и купцов, доминирующий над арендаторами земли, батраками, домашними слугами, получающими вознаграждение за свой труд, что вряд ли входило в его намерения.

#### Внешняя политика

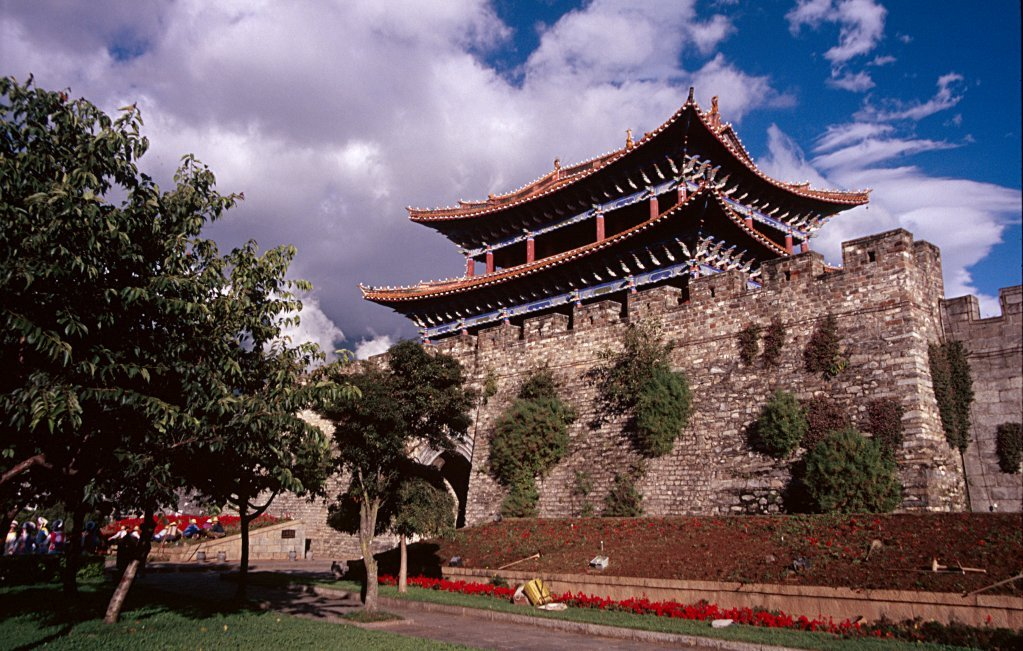
Южные ворота китайской крепости города Дали, построенной в 1382 году, вскоре после завоевания города и региона китайцами

В 1381 году Минская империя сумела отвоевать в Юньнани (бывшая территория королевства Дали) обширные земли на юго-западе. К концу XIV века 200 тысячам военных поселенцев было выделено около 2 миллионов му (130 тысяч гектаров) земли в будущих провинциях Юньнань и Гуйчжоу. Ещё около полумиллиона китайцев присоединилось к первым поселенцам позднее, эти миграции значительно изменили этнический облик региона, так как ранее около половины местного населения (1,5 млн человек) не были ханьцами. В этих районах Минская империя осуществляла политику двойной администрации: области, где китайское население преобладало, управлялись по минским законам и обычаям, области, где большинство населения принадлежало по крови к местным племенам, управлялось по местным обычаям, в то время как племенные вожди клялись соблюдать порядок и выплачивать дань в обмен на то, что их снабжали китайскими товарами. В 1464 году племена мяо и яо подняли восстание против китайского владычества, но минский двор направил против них из центра страны 30-тысячную армию (среди прочих народов, в ней была тысяча монголов), к которым присоединилось 160 тысяч солдат, мобилизованных на месте (в провинции Гуанси), и два года спустя восстание было подавлено. Позднее новое восстание было подавлено армией под руководством чиновника и философа Ван Янмина (1472—1529), по его настоянию было учреждено совместное правление для китайцев и местных племён для того, чтобы местные обычаи также учитывались в каждом принимаемом решении.
Вместе с тем основной задачей империи Мин в то время было предотвращение нового монгольского завоевания. Достаточно успешные бои с монголами почти беспрерывно велись вплоть до 1374 года, затем в 1378—1381 и 1387—1388 годах.
Сфера внешней торговли была исключительной прерогативой государства. Однако, поскольку в конфуцианском обществе торговля не поощрялась в целом как недостойное занятие, правительство Чжу Юаньчжана стремилось свести внешнюю торговлю к обмену дарами с послами государств.

### Правление императора Юнлэ

#### Приход к власти

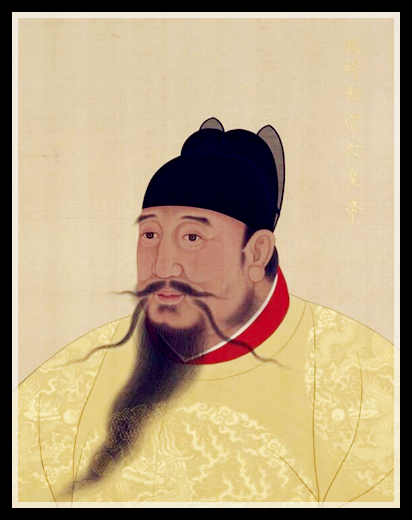
Портрет императора Чжу Ди (царствовал 1402—1424 гг.)

После смерти Хунъу его внук Чжу Юньвэнь принял власть под именем императора Цзяньвэнь (1398—1402). Ближайшие советники нового императора начали проводить контрреформы. Наиболее существенной среди них была попытка упразднить розданные основателем уделы. Сопротивление удельных властителей вылилось в вооружённое выступление одного из них — Чжу Ди, принца Янь — против правительства. Опасаясь властолюбия своих дядей, Чжу Юньвэнь позаботился о том, чтобы ограничить их реальные возможности. Самым опасным из них в глазах императора был полководец Чжу Ди, поставленный главой области, включавшей Пекин, для того, чтобы сдерживать границу против монголов. После того, как император приказал арестовать многих сподвижников дяди, Чжу Ди составил заговор против племянника. Под предлогом ограждения молодого императора от опасности, угрожавшей ему со стороны коррумпированного чиновничества, он принял командование войсками и взбунтовал их. В конечном итоге Чжу Ди захватил столицу; дворец в Нанкине был сожжён дотла, и вместе с ним сгорели Цзяньвэнь, его жена, мать и придворные. Чжу Ди взошёл на трон под именем императора Юнлэ (1402—1424); его царствование рассматривается некоторыми исследователями как «второе основание» Минской династии, так как он круто изменил политический курс, которого придерживался его отец.

#### Новая столица и восстановленный канал
Юнлэ низвёл Нанкин до положения второй столицы и в 1403 году объявил о своём переезде в Пекин, который становился отныне центром власти. Строительство нового города, на котором были заняты одновременно сотни тысяч человек, продолжалось с 1407 по 1420 год. В центре новой столицы находился её властный центр — Императорский город, центр которого в свою очередь составлял Запретный город, жилой дворец императора и его семьи.
В течение нескольких столетий до прихода к власти Юнлэ Великий канал был заброшен и наполовину разрушен. Новый император распорядился восстановить его, что было исполнено, причём работы заняли четыре года, с 1411 по 1415 год. Необходимость восстановления канала состояла в том, что это был основной путь для доставки зерна в Пекин с юга. Ежегодно столица потребляла около 4 000 000 ши (один ши равен 107 литрам) хлеба, и его доставка была сопряжена со сложностями в навигации через Восточно-китайское море или множество искусственных каналов: морякам всё время приходилось перегружать груз на корабли с большей или меньшей осадкой, в зависимости от глубины очередного канала. Юнлэ снарядил порядка 165 000 работников для расчистки канала в западном Шаньдуне и построил систему из пятнадцати шлюзов. Второе открытие Великого канала было выгодно и для Нанкина, так как появлялась возможность вернуть себе значение важнейшего торгового центра, которое перешло ранее к Сучжоу, обладавшему более выгодным географическим положением.
Несмотря на то, что вслед за отцом Юнлэ не брезговал при необходимости кровавыми расправами, включая, например, казнь Фан Сяожу за отказ написать прокламацию о восшествии нового императора на престол, Юнлэ совершенно по-иному смотрел на чиновничий класс. Он приказал упорядочить тексты, собранные школой неоконфуцианцев, и использовать их в качестве учебного пособия для подготовки к экзаменам для поступления на государственную службу. Юнлэ поручил двум тысячам учёных чиновников составить т. н. «Энциклопедию Юнлэ» из 50 млн слов (22 938 глав) или 7 тыс. книг, что далеко превосходило все энциклопедии, составленные ранее, по объёму знаний, включая «Четыре великих книги эпохи Сун» XI века. Однако Юнлэ был вынужден оказывать покровительство и милость не только чиновничьему классу. Историк Майкл Чжан указывал в своём труде, что Юнлэ был «конным императором», часто путешествующим между двумя столицами, как это было принято во время господства Юань, и постоянно возглавлял военные экспедиции в Монголию. Это противоречило конфуцианским канонам, но отвечало интересам евнухов и военных, чьё благосостояние зависело от расположения к ним императора.

#### Снаряжение флота, внешняя политика

Внешнеполитические миссии эр Юнлэ и Сюаньдэ (1402—1435): плавания Чжэн Хэ (1405—1433, чёрный цвет) и Ишихи (1411—1432, синий цвет); путешествия Чэнь Чэна ко двору Тимуридов (1414—1420; зелёный цвет)

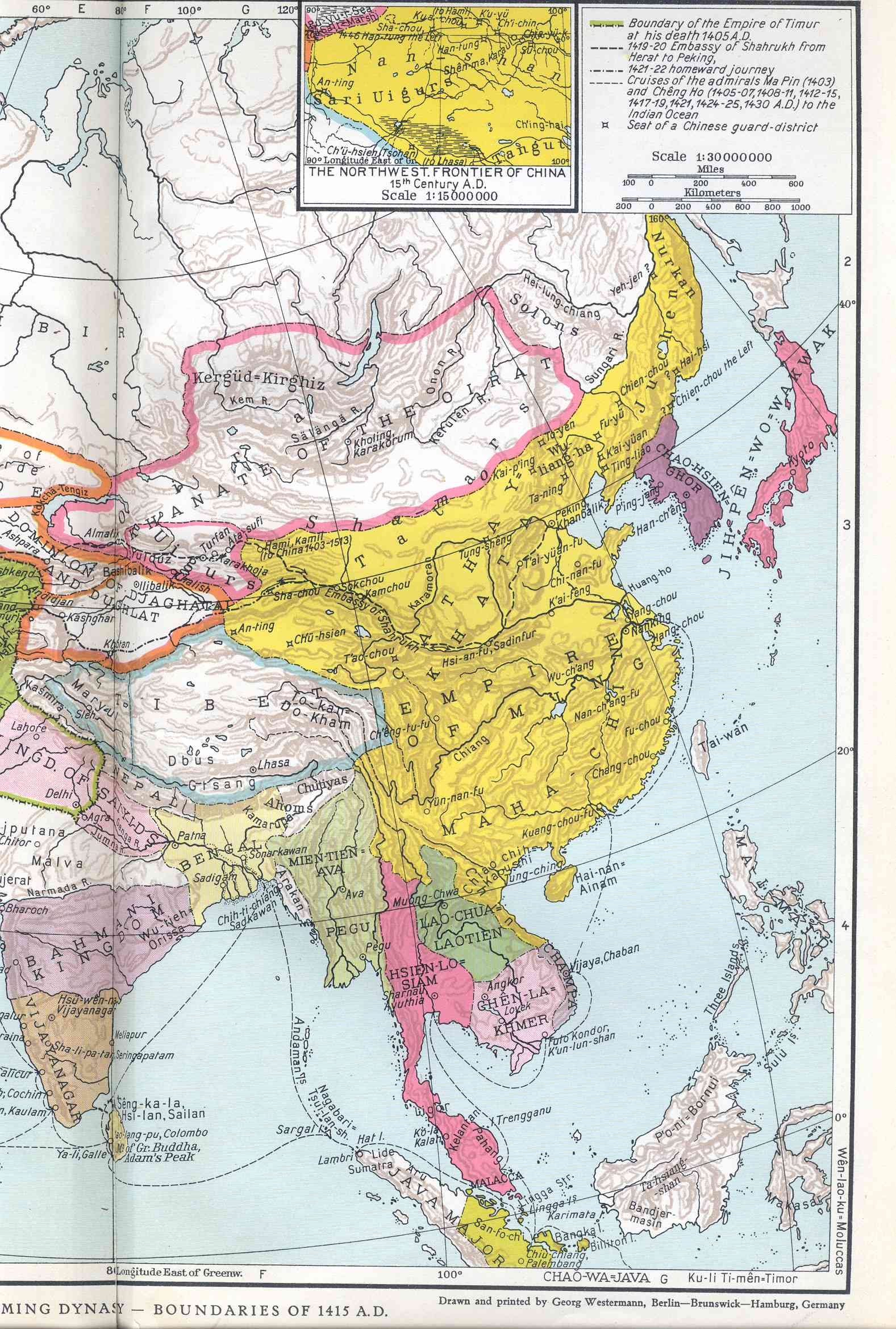
Минская империя в эпоху «Юнлэ»

В 1405 году император Юнлэ сделал своего доверенного командира, евнуха Чжэн Хэ (1371—1433) адмиралом заново построенного гигантского флота, предназначенного для плаваний в соседние страны. Во время Ханьской империи (202 до н. э. − 220 н. э.) китайское правительство уже направляло дипломатические миссии по суше на Запад, в течение столетий эксплуатировался и морской торговый путь в Восточную Африку, причём пик морской торговли пришёлся на время династий Сун и Юань. Но никогда направляемая правительством экспедиция не достигала такого размаха, как во времена Юнлэ. Для снаряжения семи экспедиций в заморские страны и других нужд на китайских верфях Нанкина с 1403 по 1419 гг. было построено около 2 тыс. судов. Среди них были построенные в Нанкине огромные грузовые суда размером от 112 до 134 м в длину и от 45 до 54 м в ширину. Первое плавание продолжалось с 1405 по 1407 годы, в нём приняло участие 317 кораблей с экипажем из 70 евнухов, 180 медиков, 5 астрологов и 300 офицеров, в целом под командованием адмирала находилось 26 800 человек.
Отправка огромных экспедиций, которые помимо политических преследовали и экономические цели, прекратилась после смерти Чжэн Хэ. Впрочем, смерть командующего была всего лишь одной из многих причин, способствовавших прекращению дальних плаваний. В глазах чиновничества, огромные суммы, потраченные на реорганизацию флота, означали чрезмерное возвышение евнухов и, соответственно, сокращение ассигнований на подобные экспедиции рассматривалось как средство держать их в узде.
Юнлэ покорил в 1407 году Дайвьет, носивший в то время название «Дайнгу», и вновь вернул ему название Зяоти, но в 1427 году минские войска были вынуждены покинуть страну в связи с нараставшим сопротивлением народа, причём эта война дорого обошлась государственной казне. В 1431 году новая вьетнамская династия Ле добилась независимости на условиях уплаты дани. Угрозу представляли и монголы, вновь набиравшие силу в северных степях, что превращалась для императора в проблему первостепенной важности. Чтобы предотвратить эту угрозу, Чжу Ди предпринял целый ряд походов в Монголию с целью разгрома противника, но не рассчитывая захватить территорию. Сам переезд Юнлэ из Нанкина в северную столицу Пекин был продиктован необходимостью постоянно держать в поле зрения беспокойных северных соседей.

### Внешняя политика наследников Чжу Ди

#### Битва у крепости Туму и отношения с монголами

Империя Мин в 1580 году

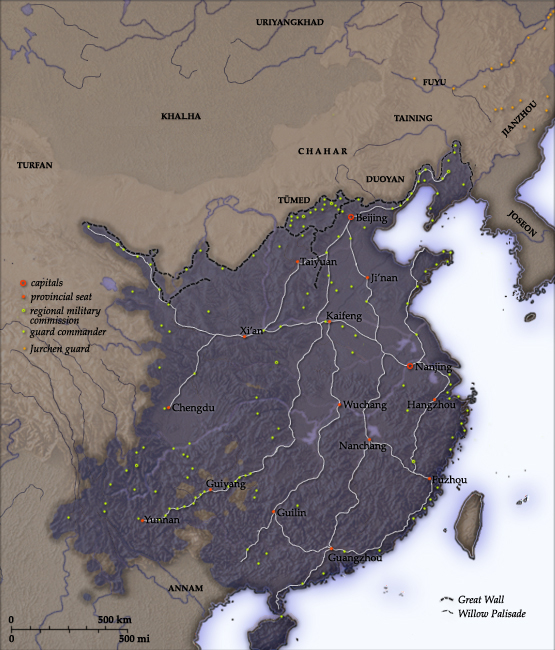
Империя Мин в 1580 году

Глава ойратов Эсэн-тайши в июле 1449 году возглавил вторжение в Китай. Главный евнух Ван Чжэнь убедил царствовавшего в то время императора Чжу Цичжэня (1435—1449) лично возглавить войска, направленные для того, чтобы дать отпор монголам, уже разгромившим одну китайскую армию. Во главе 500 000 солдат Чжэнтун покинул столицу, оставив в качестве регента своего сводного брата Чжу Циюя. 1 сентября в битве против ойратов эти 500 000 были разгромлены и бежали, а сам император Чжэнтун попал в плен. Это событие осталось в истории как Тумуская катастрофа. После этой победы монголы продолжали захватывать внутренние области страны и остановились только у пригородов столицы. После их ухода в ноябре того же года пригороды Пекина подверглись нападению местных разбойничьих шаек и монгольских наёмников, находившихся прежде на службе династии и для маскировки переодевшихся в степных монголов, впрочем, к ним часто присоединялись китайцы.

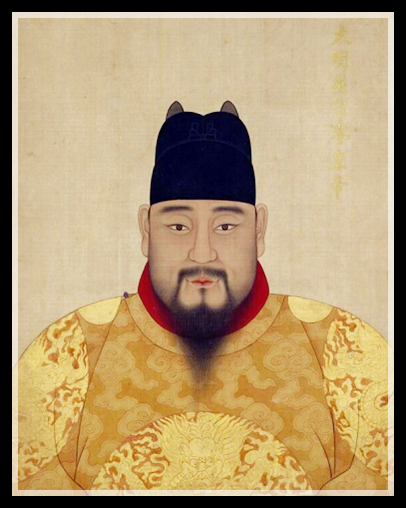
Дважды восходивший на престол император Чжу Цичжэнь

Монголы рассчитывали получить выкуп за пленённого императора, но просчитались, так как на трон под девизом Цзинтай вступил младший брат императора (1449—1457). Военачальник и военный министр нового императора Юй Цянь (1398—1457), возглавивший китайские войска, сумел нанести монголам серьёзное поражение. После этих событий продолжать удерживать Чжэнтуна в плену уже не имело смысла, и он был отпущен на свободу и смог вернуться в Китай. Новый император держал его под домашним арестом во дворце, но после переворота (т. н. «Битва у ворот», 1457 год) вернул трон свергнутому императору. Чжэнтун вновь принял власть, сменив девиз правления на Тяньшунь (1457—1464).
Царствование под новым девизом также не было спокойным. Монгольские части внутри самой минской армии были ненадёжны. 7 августа 1461 года китайский генерал Цао Цинь и подчинённые ему монгольские части подняли мятеж против Тяньшуня, опасаясь расправы за поддержку его свергнутого брата. Монголы на службе в минской армии также пострадали от жестоких репрессий китайцев, мстивших за поражение у крепости Туму. Мятежные части под предводительством Цао сумели поджечь западные и восточные ворота Императорского города (погашенные дождём вскоре после начала схватки) и убить несколько ведущих министров, прежде чем верные правительству части наконец принудили их к сдаче. Генерал Цао Цинь покончил жизнь самоубийством.
В XV веке угроза монгольского вторжения достигла критической точки. В частности, один из монгольских предводителей, Алтан-хан, как и после поражения у крепости Туму, сумел вторгнуться во внутренние области страны и дойти до пригородов Пекина. Для отражения набега, так же как и при подавлении мятежа под предводительством Цао Циня, правительство использовало монгольских наёмников. Монгольские вторжения побудили китайское правительство в конце XV — начале XVI веков продолжить строительство Великой стены; Джон Фэрбенк отмечал, что «это оказалось бесполезным решением, но это был яркий пример китайского способа мышления, направленного исключительно на выдерживание осады за стеной». С другой стороны, Великая стена не являлась объектом исключительно оборонительного характера, поскольку её башни служили средством быстрой передачи информации о приближении вражеских войск.
В начале XVI века низкая боеспособность китайской армии не позволяла ей предотвращать участившиеся набеги монголов. Особенно значительные монгольские вторжения происходили в 1532 и 1546 годах. Попытки китайских войск отвоевать у монголов Ордос не принесли успеха. В 1550 году монгольские войска овладели Датуном и подошли к стенам Пекина. Чтобы вытеснить их, потребовались наборы новых солдат и переброска войск из глубинных районов империи. Лишь в конце 60-х годов имперским армиям удалось потеснить монголов, вслед за чем был заключён мирный договор 1570 года. Но отдельные набеги с северо-запада продолжались и позднее.

#### Пиратство и контрабандная торговля. Китайско-японский конфликт

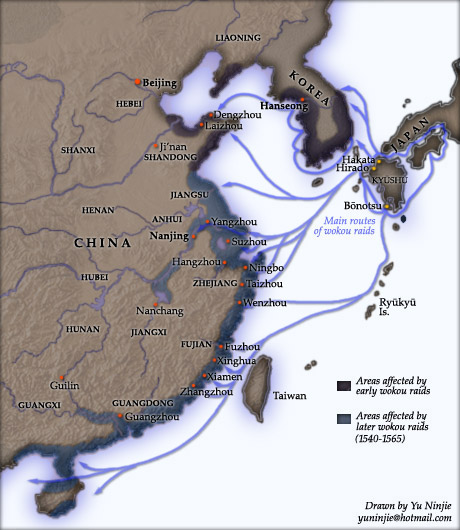
Набеги японских пиратов на китайское побережье в XVI ст.

В 1479 году помощник военного министра сжёг документы из дворцовой канцелярии, описывавшие путешествия Чжэн Хэ. Это стало одним из множества свидетельств того, что Китай взял курс на изоляционистскую политику. Были приняты законы о кораблестроении, ограничивавшие размер судов, но ослабление минского флота привело, в свою очередь, к активизации пиратства у побережья страны. Японские пираты, вокоу, и местные китайские морские разбойники грабили суда и прибрежные города и селения.
Вместо того, чтобы провести вооружённую операцию против пиратов, китайские власти предпочли разорить прибрежные города и таким образом лишить пиратов добычи; вся внешняя торговля сосредоточилась в руках государства под предлогом формального обмена подношениями, осуществлявшегося с зарубежными партнёрами. Эта политика строгого запрета частной морской торговли, известная как «хай цзинь» (海禁, «морской запрет»), осуществлялась до её официальной отмены в 1567 году. В период действия закона государственная торговля с Японией полностью сосредотачивалась в порту Нинбо, с Филиппинами — в Фучжоу, а с Индонезией — в Гуанчжоу. В частности, японцам было разрешено прибывать в Нинбо всего лишь раз в десять лет, в количестве не более 300 человек на двух судах. Но всё эти запретительные меры привели лишь к расцвету контрабандной торговли.
Отношения с Японией резко ухудшились, когда к власти в этой стране пришёл Тоётоми Хидэёси, в 1592 году провозгласивший своей целью покорение Китая. Два последовавших друг за другом вторжения, получившие в истории название имджинской войны, когда японцам пришлось сражаться против объединённых корейско-китайских войск, по сути своей не создали перевеса ни для одной из сторон. Морские и сухопутные сражения шли с переменным успехом, сосредотачиваясь полностью на корейской территории. После смерти Хидэёси в 1598 году японцы полностью отказались от мысли о кампаниях на материке и вернулись на родину. Впрочем, для минского правительства война оказалась тяжёлым испытанием, расходы на её ведение вылились в чудовищную сумму — 26 млн унций серебра.

#### Торговля и сотрудничество с Европой

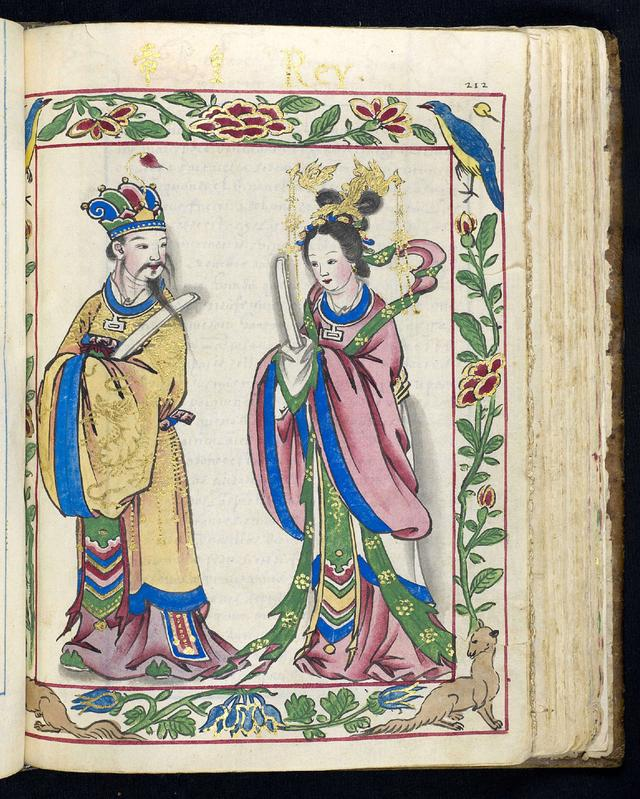
Минская императорская чета. Миниатюра «Кодекса [Чарльза] Боксера» (1590)

Принц и принцесса Мин. Миниатюра «Кодекса [Чарльза] Боксера» (1590)

Мандарин с женой. Миниатюра «Кодекса [Чарльза] Боксера» (1590)

В условиях сложной внешнеполитической обстановки происходило открытие и освоение западноевропейскими мореходами, торговцами и колонизаторами морского пути в Китай. Рафаэль Перестрелло в 1516 году первым высадился на юге Минского государства и приступил к торговым операциям в порту Гуанчжоу. Под его командованием находился португальский корабль и команда малайской джонки, прибывшей из Малакки. Следующей в 1517 году из Португалии в Китай отправилась большая эскадра Фернана д’Андраде и первого португальского посла Фернана Пириша, ставившая своей целью высадиться в порту Гуанчжоу и завязать официальные торговые отношения с Китаем. Во время этого похода португальцы отправили делегацию во главе с Томе Пиришем ко двору минского императора Чжу Хоучжао с письмом от короля Мануэла I Португальского. Однако император не принял португальских посланцев, а вскоре и вовсе умер; португальцы были отправлены в тюрьму, где и погибли. После смерти Чжу Хоучжао в апреле 1521 года консервативная партия противилась становлению торговых отношений с Португалией и обмену посольствами с этой страной, ссылаясь на тот факт, что португальцы захватили Малакку, бывшую ранее вассалом Минского Китая. В 1521 году военно-морской флот минской династии разгромил и отбросил португальцев от Тун Мэна (Дуньмэня, 屯門). Но несмотря на первоначальные конфликты, к 1549 году было организовано прибытие ежегодных португальских торговых миссий на остров Шанчуань у берегов Гуандуна. В 1557 году с помощью подкупа местных властей португальцы получили в своё распоряжение островок в непосредственной близости от берега, где основали город и порт Макао (Аомынь).
Из Китая в основном вывозились фарфор и шёлк. Одна только голландская ост-индская компания между 1602 и 1608 годами ежегодно отправляла на европейские рынки около 6 миллионов фарфоровых изделий. Перечислив множество шёлковых изделий, проданных европейским купцам, Эбрей отмечает, что сделки заключались на достаточно большие суммы.
Бывали случаи, когда галеон, идущий в испанские колонии в Новом свете, вёз более чем 50000 пар шёлковых чулок. В обмен в Китай через Манилу шло серебро из мексиканских и перуанских рудников. Китайские купцы более чем охотно участвовали в торговых сделках такого рода, некоторые даже перебрались на Филиппины или Борнео, чтобы полнее извлекать выгоду из представляемых возможностей.
После того, как минским правительством была запрещена частная торговля с Японией, португальцы немедленно воспользовались открывшейся возможностью, став торговыми посредниками между Японией и Китаем. Португальцы закупали китайский шёлк и продавали его в Японии в обмен на японское серебро; ввиду того, что в Китае серебро ценилось дороже, оно же шло на оплату дополнительных закупок китайского шёлка. Это продолжалось до тех пор, пока около 1573 года испанцы не обосновались в Маниле. Португальская посредническая торговля постепенно сошла на нет, потому что серебро теперь поставлялось в Китай напрямую из испанских колоний в Америке.
Несмотря на то, что основу импорта в Китай составляло серебро, от европейцев в Китай также попал ряд сельскохозяйственных культур американского происхождения, в частности сладкий картофель, кукуруза и арахис. Вскоре они стали широко выращиваться в Китае наряду с традиционно китайскими пшеницей, просом и рисом, что помогло обеспечить продовольствием постоянно растущее население страны. Во времена Сунской династии (960—1279) рис по сути своей стал основной пищей для бедных; после того как в Китае около 1560 года появился сладкий картофель, он также превратился, по всей видимости, в привычную еду для низших классов населения.
На начало XVII века приходятся и первые контакты Русского царства и Китая. Миссия Петлина могла иметь важное значение для установления российско-китайских отношений, однако слабая заинтересованность сторон друг в друге, а также враждебное отношение императоров Поднебесной ко всем соседям (как и к своим данникам) привела к тому, что эти отношения не получили дальнейшего развития в эпоху Мин.

### Упадок

#### Правление императора Ваньли
Финансовый кризис как последствие имджинской войны был одной из многих проблем, с которыми пришлось столкнуться с начала своего правления императору Ваньли (1572—1620). В начале своего правления он окружил себя знающими советниками и показал себя умным и трезвым правителем. Его статс-секретарь Чжань Чжоучжень (в должности с 1572 по 1582) сумел создать эффективную систему связи между высшими чиновниками. Но в дальнейшем не было никого, кто бы мог после его ухода с поста поддерживать эту систему в работоспособном состоянии; чиновники сразу вслед за этим раскололись на противоборствующие политические группировки. С каждым годом Ваньли всё больше уставал от государственных дел и вечных склок между министрами, всё чаще предпочитая оставаться в стенах Запретного города, причём доступ чиновников к императору всё более затруднялся.

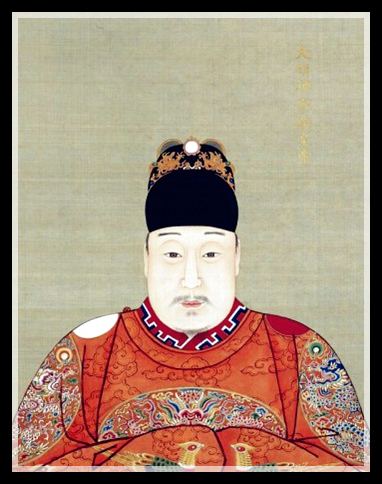
Император Ваньли (1572—1620)

Чиновники раздражали Ваньли назойливыми вопросами о престолонаследии, советники надоедали своими прожектами относительно управления государством. Философский спор вокруг учения Ван Янмина (1472—1529) расколол императорский двор и всю образованную элиту страны на две соперничающие группировки, одна из которых поддерживала, а другая отвергала некоторые ортодоксальные взгляды, присущие неоконфуцианскому учению. Устав от подобных споров, Ваньли проникся отвращением к своим обязанностям, практически перестал давать аудиенции чиновникам двора, охладел к изучению конфуцианской классики, отказывался читать петиции и документы, и утверждать кандидатов на высшие государственные должности. Власть образованного класса всё больше слабела, в то время как её прибрали к рукам евнухи, превратившиеся в посредников между императором, праздно проводящим своё время, и его чиновниками; по сути дела члены правительства, поставленные перед необходимостью получить санкцию императора касательно некоего вопроса, вынуждены были искать милости высокопоставленных евнухов и подкупать их взятками просто для того, чтобы необходимая информация дошла до императора.

#### Власть евнухов
В начале XVI века отчётливо проявились негативные последствия тех процессов, которые берут начало ещё в период становления Минской династии и подспудно развиваются впоследствии. К отмеченному рубежу выявилось значительное, хотя и неформальное изменение структуры власти, повлёкшее за собой разложение правящей верхушки. При сохранении всех атрибутов неограниченного самодержавия происходит фактическое отстранение императоров от непосредственного ведения государственных дел. Реальная власть сосредоточилась в руках дворцовой администрации — секретарей Дворцового Секретариата (Нэйгэ) и выдвиженцев-фаворитов, преимущественно евнухов.
Как было уже сказано, Чжу Юаньчжан запретил евнухам учиться грамоте или вникать в политику. Неизвестно, насколько эти законы соблюдались во время его собственного правления, но когда к власти пришёл император Чжу Ди, евнухам часто доверялись серьёзные государственные дела, они ставились во главе армий, к их участию прибегали при назначении и продвижении по службе политических деятелей. Евнухи, по сути, создали собственную администрацию, существовавшую параллельно и отнюдь не подчинявшуюся гражданской власти. Но в то же время, хотя в минское время были евнухи, добившиеся исключительного влияния и власти (Ван Чжэнь, Ван Чжи и Лю Цзинь), их влияние никогда не проявлялось открыто вплоть до начала 1590-х, когда Ваньли дал им власть над гражданской администрацией и право взимания провинциальных налогов.
Ещё раньше предшественники Ваньли на императорском троне самоотстранились от государственного управления, стали уклоняться от приёмов сановников, ведавших государственными делами. Чжу Хоучжао (1505—1521) вообще отказался от таких приёмов. Практически не занимался решением государственных дел и Чжу Хоуцун (1521—1566), проводя время в поисках эликсира бессмертия и беседах с даосами. Сам Ваньли (1572—1620) после 1589 года под давлением обстоятельств устроил лишь один приём. Император Чжу Юцзяо (1620—1627) практически полностью попал под влияние евнуха Вэй Чжунсяня (кит. 魏忠贤; 1568—1627). Последний практически бесконтрольно правил его двором, приказывая пытать и казнить своих противников, принадлежавших к так называемому «обществу Дунлинь» (кит. 东林党). Дунлиньцы выступали за проведение реформ по воле «мудрого и справедливого» императора. Таковым, по их мнению, должен был стать князь Чанло. Согласно разработанным оппозиционерами реформам, император сам управлял государством, запрещалось создание придворных клик, пресекалась коррупция в госаппарате, аннулировалась монополия казны на разработку недр и так далее. Дунлиньцам удалось возвести на престол князя Чанло (он стал императором Чжу Чанло), однако тот вскоре был отравлен евнухами, после чего и разыгралась реакция Вэй Чжунсяня.
Постоянные перестановки в чиновничьем аппарате дезорганизовали двор, страну терзали эпидемии, восстания и вражеские набеги. Император Чжу Юцзянь (1627—1644) отправил Вэя в отставку и принудил к самоубийству, но евнухи не утратили завоеванных позиций до тех пор, пока сама династия Мин окончательно не лишилась власти двумя десятилетиями позже.

#### Экономический и демографический кризис
Начиная с последних годов Ваньли, и во время правления двух следующих императоров, страну охватил жестокий финансовый кризис, вызванный резким дефицитом основного платежного средства — серебра.
Причин тому было сразу несколько. Во-первых, протестантские власти Голландской республики и Британской империи развязали каперскую войну на море против католических держав — Испании и Португалии, пытаясь таким образом ослабить их глобальное экономическое влияние. В то же время Филипп IV Испанский (время правления 1621—1665) ополчился против контрабандной торговли серебром из мексиканских и перуанских рудников, которое также шло в Китай через Тихий океан, и, пытаясь добиться монопольной торговли с Китаем, отправлял корабли непосредственно из испанских портов в Манилу. В 1639 году правительство Токугавы в Японии практически прекратило торговлю с европейскими державами, таким образом нанеся ущерб ещё одному источнику, через который серебро могло поступать в Китай. Впрочем, приток серебра из Японии всё же продолжался, хотя и в небольшом количестве; потеря южноамериканского серебра была более существенной. Существует также мнение, что резкий рост цен на серебро в XVII столетии был спровоцирован скорее падением спроса на китайские товары, а не уменьшением количества серебряной валюты.
Все эти события произошли приблизительно в одно и то же время, и их совместное воздействие вызвало резкий скачок цен на серебро, и привело к тому, что многие из китайских провинций оказались не в силах выплачивать в казну причитающиеся с них налоги. Чем дороже становилось серебро, тем неохотнее с ним расставались, — таким образом, количества серебра на рынке продолжало уменьшаться и вместе с тем выросла инфляция медных денег. В 1630-х годах за связку из тысячи медных монет давали унцию серебра; в 1640 году цена связки упала до половины унции; а к началу 1643 года составляла приблизительно треть унции. Для крестьянства это оборачивалось практическим разорением, так как налоги они должны были вносить серебром, в то время как за ремесленные изделия и сельскохозяйственную продукцию платили медью.
Помимо этого кризис усугублялся значительным демографическим ростом (население Минской империи в начале XVII века увеличилось в 3—4 раза по сравнению с концом XIV века). Рост населения, разорение деревни и стихийные бедствия резко обострили продовольственную проблему. Зерна на душу населения становилось всё меньше, и оно дорожало. В частном секторе шло массовое разорение крестьян-владельцев земли и превращение их в арендаторов, которых ожидала высокая арендная плата. Парадоксально, но одновременно с этим расцветали города: приток свободной дармовой рабочей силы сопутствовал развитию ремесла, шахт, рудников, транспорта, однако далеко не все ушедшие в города могли устроиться на работу. Многие из них становились безработными, пополняли ряды нищих, воров и бандитов. Женщины, особенно молодые, превращались в служанок, рабынь, проституток.
В начале XVII века на Севере Китая голод стал постоянным явлением, виной тому были долгие, суровые зимы, в промежутке между которыми урожай просто не успевал вызревать — это время известно под именем Малого Ледникового периода. Голод, наряду с постоянно растущим налоговым бременем, разгул военных грабежей и мародерства, слабеющая система помощи бедным, постоянные наводнения, а также неспособность центрального правительства грамотно руководить ирригационными и противопаводковыми работами — всё это привело к высокой смертности, обнищанию и всемерному ожесточению населения. Само правительство, практически лишённое налоговых поступлений, было не в состоянии бороться с обрушившимися на страну бедствиями. Ко всему прочему, разразилась эпидемия, опустошив страну от Чжэцзяна до Хэнаня. Количество её жертв было огромно, хотя точная цифра остаётся неизвестной.

#### Усиление маньчжуров
В начале XVII века вождь маньчжуров Нурхаци (1559—1626) сумел не только сплотить под своим началом несколько десятков разрозненных племён, но и заложить основы политической организации. Как и в своё время монгольский Темучин, он обратил преимущественное внимание на армию. И хотя Нурхаци не сумел, либо не стремился создать неплеменную армейскую структуру по монгольскому образцу, а ограничился укреплением племенных отрядов (по числу основных племен армия стала именоваться «восьмизнаменной»), маньчжурское войско оказалось весьма активным и боеспособным. В 1609 году Нурхаци прекратил выплачивать дань Китаю, связи с которым, как и влияние китайской культуры, немало сделали для ускорения темпов развития маньчжурского этноса. Затем он основал собственное государство Цзинь (название, взятое от чжурчжэньского, явно подчеркивало как родство, так и претензии молодого государства) и в 1618 году начал вооружённую борьбу с Китаем. За сравнительно небольшой срок он успел добиться немалого, практически выйдя к рубежам Великой стены в районе Шаньхайгуаня, на крайней восточной оконечности стены. Преемник Нурхаци Абахай (годы правления: 1626—1643) провозгласил себя императором, изменив название государства на Цин и установив на всей территории Южной Маньчжурии и захваченных им ханств Южной Монголии централизованную администрацию по китайскому образцу. Так вне Китая образовалась маньчжурская империя Цин, которая затем сделала Китай своей неотъемлемой частью.
Маньчжурская конница стала совершать регулярные набеги на Китай, грабя и увозя в плен, превращая в рабов сотни тысяч китайцев. Всё это вынудило минских императоров не просто стянуть войска к Шаньхайгуаню, но и сконцентрировать здесь едва ли не лучшую, крупнейшую и наиболее боеспособную из всех своих армий во главе с У Саньгуем.

#### Крестьянская война, маньчжурское вторжение и окончательный крах

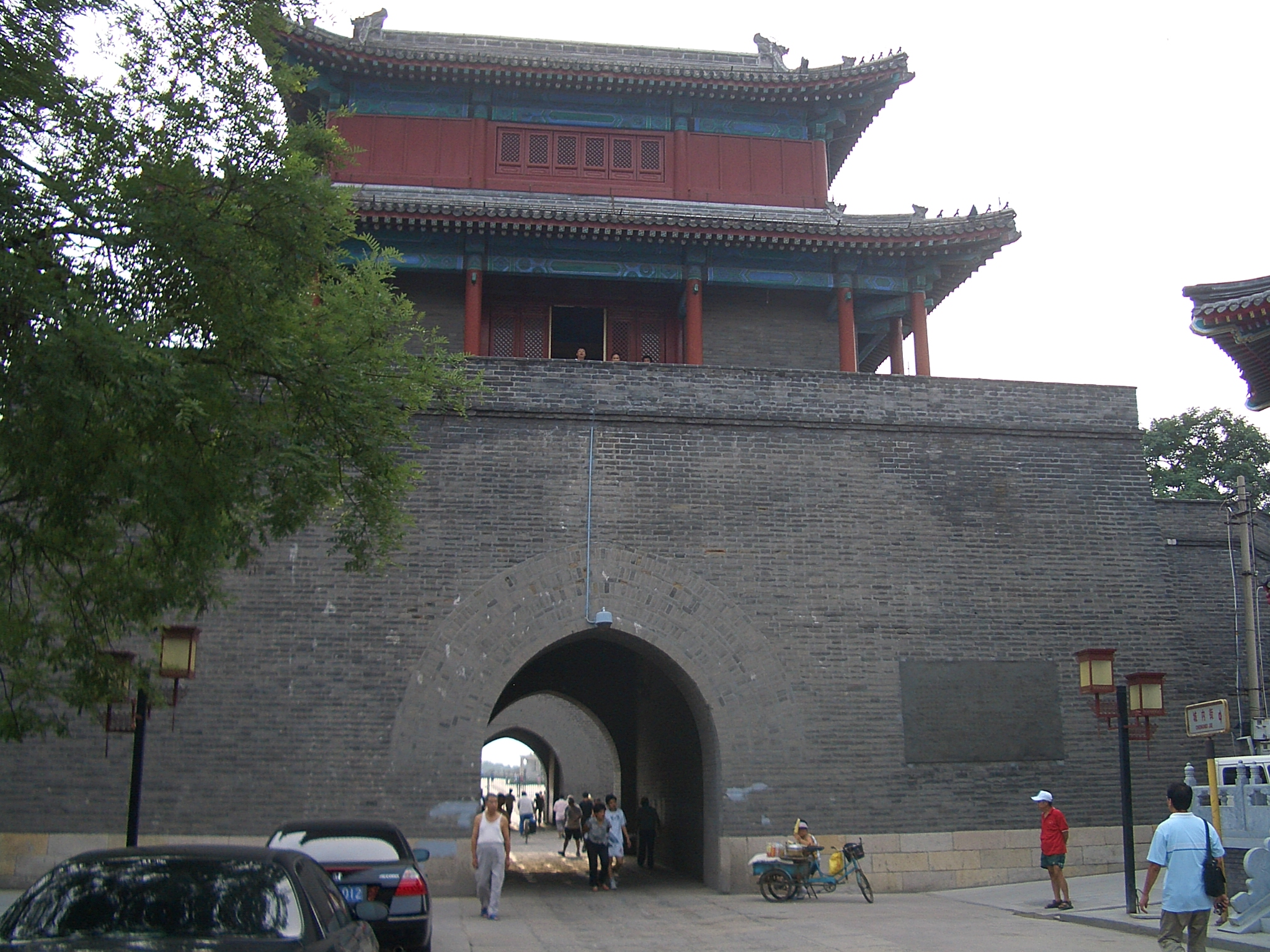
Крепость Ваньпин, построенная около 1638 года для защиты Пекина от повстанцев Ли Цзычэна

Засухи, неурожаи, экономический кризис, произвол чиновников и тяготы войны с маньчжурами (1618—1644) вынудили крестьян взяться за оружие. В 1628 году в провинции Шэньси разрозненные полуразбойные ватаги стали создавать повстанческие отряды и избирать вождей. С этого момента в северо-восточном Китае началась крестьянская война, которая без малого продолжалась 19 лет (1628—1647). Изначально повстанческие войска были сплочены, но после захвата Фэнъяна произошёл раскол между лидерами повстанцев — Гао Инсяном и Чжан Сяньчжуном (1606—1647), после чего последний повёл своё войско в долину Янцзы. Гао Инсян и другие вожди повели свои войска на запад — в Шэньси, где они после окончательного разрыва с армией Чжан Сяньчжуна были разбиты. После казни Гао Инсяна лидером «чуанских войск» был избран Ли Цзычэн.
Тем временем бандитско-повстанческие армии Чжан Сяньчжуна господствовали в Хугуане (нынешние Хунань и Хубэй) и Сычуани, а сам он в 1643 году в Чэнду провозгласил себя «Царем Великого Запада» (Даси-Ван).
В 1640-х годах крестьян уже больше не пугала ослабевшая императорская армия, терпевшая поражение за поражением. Регулярные войска попали в клещи между маньчжурскими войсками на севере и восставшими провинциями, в них усилилось брожение и дезертирство. Армия, лишённая денег и продовольствия, потерпела поражение от Ли Цзычэна, который к этому времени присвоил себе титул «князь Шунь». Столица была оставлена практически без борьбы (осада длилась всего два дня). Предатели открыли ворота перед войсками Ли, и те беспрепятственно смогли войти внутрь. В апреле 1644 года Пекин покорился восставшим; последний минский император Чунчжэнь (Чжу Юцзянь) наложил на себя руки, повесившись на дереве в императорском саду у подножия горы Цзиншань. Рядом с императором повесился и последний верный ему евнух.
Со своей стороны маньчжуры воспользовались тем, что генерал У Саньгуй (1612—1678) позволил им беспрепятственно пройти через шанхайгуаньские заставы. Согласно китайским хроникам, военачальник собирался пойти на компромисс с Ли Цзычэном, однако возникла причина неполитического характера, воспрепятствовавшая этому: полученное от отца известие о том, что новый правитель решил забрать из дома Саньгуя его любимую наложницу, заставило полководца поменять своё решение. Взвесив все «за» и «против», У Саньгуй решил встать на сторону маньчжурских завоевателей. Маньчжурская армия под руководством князя Доргона (1612—1650), соединившись с войсками У Саньгуя, разбила восставших у Шаньхайгуани и вслед за тем подошла к столице. 4 июня князь Шун, оставив столицу, в замешательстве отступил. 6 июня маньчжуры вместе с генералом У заняли город и провозгласили императором юного Айсиньгёро Фулиня. Войско повстанцев потерпело ещё одно поражение от маньчжурской армии у Сианя и вынуждено было отступить по течению реки Хань вплоть до Уханя, потом вдоль северной границы провинции Цзянси. Здесь Ли Цзычэн нашёл свою смерть летом 1645 года, став первым и единственным императором династии Шунь. Источники расходятся в оценке обстоятельств его смерти: по одному сообщению, он покончил с собой, по другому, его до смерти избили крестьяне, у которых он пытался похитить еду.
Вскоре цинские войска прибыли и в Сычуань. Чжан Сяньчжун оставил Чэнду и попытался применить тактику выжженной земли, но в январе 1647 г. погиб в одном из сражений.
Очаги сопротивления маньчжурам, где ещё правили потомки минских императоров, в частности, царство Чжэн Чэнгуна на Формозе (Тайвань) существовали ещё долгое время. Несмотря на потерю столицы и смерть императора, Китай (то есть империя Мин) всё ещё не был побеждён. Нанкин, Фуцзянь, Гуандун, Шаньси и Юньнань всё ещё оставались верны свергнутой династии. Однако на освободившийся трон претендовало сразу несколько князей и их силы оказались раздроблены. Один за другим эти последние очаги сопротивления подчинялись власти Цин, и в 1662 году вместе с гибелью Чжу Юлана, императора Юнли, исчезла последняя надежда на реставрацию Мин.

## Управление

### Административное деление
Минские императоры переняли систему земельного управления у империи Юань, тринадцать минских провинций дали начало современному административному делению страны. Во времена империи Сун, наибольшей административной единицей были регионы (лу). Однако после чжурчжэньского вторжения в 1127 году сунский двор установил систему четырёхчастного полуавтономного земельного управления, основой которого служило административное и войсковое деление страны, снабжённое собственным автономным чиновничьим аппаратом. Эту систему заимствовали без изменений империи Юань, Мин и Цин. Как и во времена Юань, минская административная модель являла собой три подразделения — гражданское, военное и контролирующее земельные ведомства. Провинции (шэн) в свою очередь подразделялись на управы (фу), которые, в свою очередь, делились на области (чжоу). Низшей административной единицей служил уезд (сянь). Обе столицы — Нанкин и Пекин с прилегающими к ним зонами образовывали особые территории, подчинённые напрямую императорскому двору (цзин).

### Исполнительная и придворная власть

#### Исполнительная власть
В течение двух тысяч лет структура органов исполнительной власти в Китае не претерпевала существенных изменений, за исключением того, что каждая династия добавляла к ней части, которые считала необходимыми. Изначальная система центральной администрации, известная как Три Отдела и Шесть Ведомств, проявилась в поздний период Хань и, постепенно меняясь во времена правления следующих династий, свелась к одному отделу — т. н. Дворцовому секретариату, который, в свою очередь, руководил действиями Шести Ведомств. После расправы с первым министром Ху Вэйюном в 1380 году император Чжу Юаньчжан распустил управление, уничтожил высшее управление по надзору и Главное военное управление. Шесть Ведомств и пять Региональных управлений, созданные вместо Главного военного управления, стали непосредственно подчиняться императору, а их начальники оказались на вершине административной лестницы. В результате реформ основные нити управления страной сосредоточились непосредственно в руках императора. Однако Чжу Юаньчжан не мог один справиться с потоком поступавших бумаг, что привело к назначению в 1382 году нескольких специальных секретарей — дасюэши. Со временем они получали всё большие полномочия, а в начале XV в. были объединены во Внутридворцовый секретариат (нэйгэ), который со временем подменил императора и стал фактически высшим административным органом, аналогичным прежнему Дворцовому секретариату. Членами управления становились выпускники Ханьлиньской академии, считалось, что они являются проводниками императорской воли, и отнюдь не подчиняются министерствам. На деле случалось, что управление придерживалось собственной линии, расходившейся с обоими. Управление выполняло координирующую функцию, в то время как Шесть министерств (министерство двора, финансов, религии и ритуалов, военное министерство, министерство юстиции и министерство по организации общественных работ) выполняли административные обязанности. Министерство двора имело обязанность следить за назначениями, раздачей наград и титулов, повышений и понижений по службе конкретных чиновников. Министерство доходов занималось регулярной переписью податного населения, следило за взиманием налогов и отвечало за государственные доходы, в подчинении ему стояли два управления, следящие за денежным обращением в стране. Министерство религии занималось проведением официальных религиозных церемоний, ритуалов и жертвоприношений; в его ведении находились также списки буддийского и даосского духовенства, а также приём вассальных посольств. Военное министерство занималось назначениями, продвижением по службе и разжалованием военных, поддержкой фортификационных и иных сооружений, оружием и снаряжением, а также системой курьерской связи. Министерство юстиции отвечало за судебную и пенитенциарную систему, но не имело власти над Палатой цензоров и Высшим судом. Министерство работ отвечало за строительство, наем на временную службу ремесленников или иных работников, снабжение административных работников всем необходимым, ремонтом каналов и дорог, стандартизацию мер и весов и организацией трудовой повинности.
В 1391 году император Чжу Юаньчжан послал наследника в Шэньси, чтобы «путешествовать и умиротворять» (сюньфу); в 1421 году с подобной же целью император Чжу Ди отправил в путешествие по стране 26 чиновников. К 1430 году подобные инспекционные поездки вошли в обыкновение. Вновь учреждённое высшее управление по надзору было укомплектовано инспектирующими чиновниками, позднее, во главе их становились старшие инспектора. К 1453 году «главные управители» — или «умиротворяющие инспектора», как их называет Майкл Чжан — получили звание заместителей или помощников старшего инспектора и прямой доступ к императору. Как и при династиях, предшествовавших Мин, под их контролем оказывались провинциальные администрации. Инспектора властью своей могли в любой момент отстранить от должности любого чиновника, в то время как высшим чиновникам разрешалось только один раз в три года экзаменовать своих подчиненных.
В то время, как в начале правления минской династии наблюдался процесс децентрализации государственной власти в провинциях, в 1420-х годах вошло в обыкновение делать правительственных чиновников подобиями губернаторов, проживающих вне провинций. Во времена поздней Мин эта практика сделалась повсеместной; бывало, что один чиновник отвечал за две или более провинций на правах главнокомандующего провинциальной армией и одновременно местного правителя, система, которая в конечном итоге привела к владычеству администрации над гражданской.

#### Придворное управление

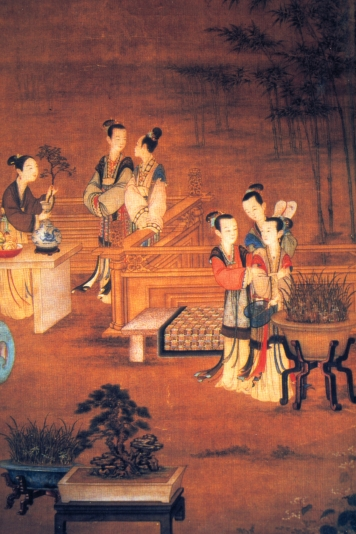
Женщины императорского двора Мин (неизвестный автор)

Придворный штат при минской династии полностью состоял из евнухов и женщин, подчинявшихся определённым управлениям. Женская прислуга, к примеру, состояла в ведении Управления аудиенциями, Церемониального управления, Управления одеяний, Управления по продовольственному снабжению, Постельного управления, Управления по надзору за дворцовыми ремесленниками и Службы придворного надзора. В 1420-х годах и позднее женская прислуга стала постепенно вытесняться евнухами, до тех пор, пока не осталась исключительно в Управлении одеяниями и четырёх подчиненных ему управлениях. Чжу Юаньчжан объединил евнухов в Главное управление по делам аудиенций, но постепенно с ростом их власти и влияния увеличивалось и количество административных органов, где они были представлены, пока наконец их количество не дошло до двенадцати Главных управлений, четырёх управлений и восьми департаментов. При минской династии в обычай вошло содержать огромный штат дворцовой прислуги, включавший в себя несколько тысяч евнухов, подчинявшихся Главному управлению по делам аудиенций. Ему подчинялись в свою очередь Главные управления по надзору за придворным штатом, Главные управления, надзиравшие за исполнением церемоний, продовольственное снабжение, посуду, документы, конюшни, печати, гардероб, и т. д. Управления ставили своей целью надзор за отоплением, музыкантами, поставками бумаги и банями. Департаменты занимались вооружением, серебром, прачечными, головными уборами, изделиями из бронзы, производством текстиля, вина, и садами. Временами самый влиятельный из евнухов Главного церемониального управления осуществлял по сути дела диктаторскую власть над государством.
Несмотря на то, что штат императорской прислуги комплектовался за счёт евнухов и женщин, в него входило чиновничье представительство под названием Управления по надзору за императорскими печатями, которое среди прочего поддерживало контакт с другими управлениями. В сферу его деятельности входило изготовление и хранение императорских печатей, мерных реек и штемпелей. Существовали также чиновничьи управления по надзору за хозяйством князей императорской крови.

## Социально-экономическое развитие

### Аристократия и чиновничество

#### Высшее чиновничество
Чжу Юаньчжан во время своего царствования (1373—1384) имел обыкновение назначать новых чиновников строго по рекомендации, после его смерти вошло в обычай, что любой, желавший влиться в чиновничий класс, должен был пройти через строгую систему экзаменов, как то было впервые введено при династии Суй (581—618). Теоретически, это мог быть кто угодно (хотя государство с неудовольствием относилось к случаям, когда представитель купеческого класса пытался примкнуть к чиновничеству), в реальности, средства и время, которые требовались для подготовки, мог позволить себе только зажиточный землевладелец. В то же время государство строго следило, чтобы количество чиновников из каждой провинции не превышало определённой заранее цифры. Это была в сущности своей попытка избегнуть сосредоточения власти в руках людей из самых богатых регионов, где образование было поставлено наилучшим образом. Развитие печатной индустрии со времён династии Сун позволило увеличить грамотность, следовательно, возросло и количество кандидатов на должности по всем провинциям. Для детей печатались таблицы умножения и буквари, содержавшие набор простейших иероглифов, для взрослых, желавших подготовиться к экзаменам — недорогие издания конфуцианской классики и сборники правильных ответов.

Кандидаты, сдавшие экзамены на государственную службу, собираются вокруг стены, где вывешены результаты (автор — Цю Ин (1494—1552))

Как и раньше, от экзаменуемых требовалось знание классических конфуцианских текстов, ядром экзамена выступало по сути дела Четверокнижие, выбранное для этого Чжу Си в XII веке. Минские экзамены отличались, пожалуй, большей сложностью ввиду того, что в 1487 году к существовавшим ранее прибавилось т. н. «восьминогое сочинение», при написании которого требовалось доказать знание господствующей литературной традиции. Экзамены постепенно усложнялись, по мере того, как студент двигался по иерархической лестнице, начиная с провинциального уровня, причём успешно прошедший испытание получал соответствующий титул. Чиновники делились на девять иерархических классов, каждый из которых, в свою очередь, состоял из двух ступеней; в соответствии с рангом назначалось жалование (номинально равнявшееся определённому количеству риса). В то время как провинциальные кандидаты немедля назначались на низшие должности и получали соответствующий небольшой ранг, выдержавшие дворцовый экзамен могли рассчитывать на ранг цзиньши («учёного сановника») и соответствующее ему высокое положение. За 276 лет существования минской династии было проведено 90 дворцовых экзаменов, и по их итогам, количество успешно прошедших испытание кандидатов составляло 24 874. Эбри уточняет, что «в каждый отдельно взятый момент существовало от 2 до 4 тысяч цзиньши, что равнялось приблизительно 1 на 10 000 взрослых мужчин». Для сравнения, общее количество шэнъюань («государственных студентов»), то есть соискателей низшего ранга к началу XVI столетия составляло 100 000 человек.
Максимальный период нахождения в должности составлял девять лет, но каждые три года старшие по рангу чиновники должны были проверять подчинённых на соответствие их должностям. Если по результатам проверки чиновник показывал уровень, превышавший требования к его непосредственным обязанностям, он получал повышение по службе, если был признан соответствующим — оставался на прежнем месте, если не выдерживал экзамена — то понижался на один ранг. В самых вопиющих случаях несоответствия чиновник мог быть уволен или наказан. От подобной процедуры освобождались лишь столичные чиновники от 4 ранга и выше, так как от них ожидалось, что о собственных промахах они сами сообщат начальству. В уездах и префектурах на службе состояло около 4000 школьных учителей, которые каждые девять лет должны были подвергаться проверке на соответствие занимаемой должности. Старший учитель на уровне префектуры по рангу приравнивался к чиновнику второго класса уездного уровня. Наставникам Высшего класса имперского уровня вменялось в обязанность обучать наследника престола; это управление возглавлял Высший Наставник, который по рангу относился к старшей должности третьего класса.

#### Низшие служители
Высшие чиновники, поступавшие на гражданскую службу после успешно сданных экзаменов, осуществляли управление над огромным количеством рядовых служителей, не имевших собственного ранга. Их количество превышало высший чиновничий класс вчетверо; Чарльз Хакер считал, что их общее количество в империи составляло около 100 000 человек. Низшее чиновничество занималось письмоводительской и технической деятельностью в составе государственных служб. Ниже их по рангу находились рядовые стражники, курьеры, и носильщики; низшие чиновники каждые десять лет должны были доказывать соответствие занимаемой должности и при успехе даже могли получить низший ранг девятого класса. Одним из преимуществ низшего чиновничества было то, что в отличие от «учёных», они постоянно оставались на одном месте, не были вынуждены периодически менять место проживания и получать назначения в провинции, и также не имели подчиненных, за хорошее или плохое несение службы которыми были бы ответственны.

#### Евнухи, князья крови, высшие офицеры
Во времена существования династии Мин императорские евнухи сосредоточили в своих руках огромную власть над государством. Одним из самых эффективных средств контроля была секретная служба, которая в начале правления династии помещалась в так называемом Восточном крыле, позднее — Западном крыле. Секретная служба непосредственно подчинялась Управлению Церемоний, которое в Минскую эпоху часто представляло собой олигархическую группу. Евнухи делились на разряды, соответствующие разрядам гражданской службы, но количество ступеней в их внутренней иерархии равнялось четырём, а не девяти.
Князья императорской крови и наследники первого минского императора часто получали высокие, но чисто номинальные титулы, или вместо них обширные земельные владения. Эти владения не являлись феодами в западном понимании, держание не обязывалось службой в гражданской администрации, также их участие в военном деле осуществлялось только во время правления первых двух императоров. Князья не были полновластными правителями в своих землях, в противовес тому, как то было принято при династиях Хань и Цзинь. Не принимая участия в государственных делах, князья крови, супруги императорских дочерей и прочая родня, принадлежавшая, таким образом, к высшей иерархии, становились частью императорской семьи, принадлежали ко двору, и отвечали за императорскую генеалогию.
Подобно гражданским чиновникам, высокопоставленные военные также занимали каждый определённую ступень в иерархии, соответствие которой должны были подтверждать каждые пять лет (в отличие от гражданской службы, где срок составлял три года). Военная служба, впрочем, полагалась менее престижной, чем гражданская. Это объяснялось тем, что военной службой занимались из поколения в поколение в одних и тех же семьях, в то время как возможность заслужить чиновничий ранг напрямую зависела от способностей и умений самого соискателя. Кроме того, согласно конфуцианским канонам, служба, связанная с насилием (武, wu), ставилась ниже, чем связанная с познанием (文, wen). Но, несмотря на более низкое профессиональное положение, военным разрешалось наравне со всеми держать государственные экзамены, а после 1478 года появился даже особый военный экзамен, который должен был проверить профессиональные умения кандидата. Вместе с бюрократической структурой, унаследованной без изменений от Юаньской династии, при минских императорах была учреждена новая должность — выездного армейского инспектора. В первой половине эпохи Мин, на верхних ступенях армейской иерархии преобладали представители знати, эта традиция совершенно исчезла в позднейшее время, и постепенно выходцы из низших слоёв населения совершенно вытеснили аристократию.

### Город и деревня
Ван Гень имел полную возможность проповедовать свои философские взгляды представителям различных регионов страны, так как благодаря тенденции к постепенному сближению города и деревни, обозначившемуся уже в эпоху Сун, постепенно уходила в прошлое изолированность отдельных поселений и расстояние между городами, занятыми оживленной торговлей, сокращалось. Философские школы и связанные с ними группы, религиозные и другие местные организации, строящиеся на добровольной основе, множились и вместе с тем укреплялись связи между образованным классом и местным сельским населением. Джонатан Спенс полагал, что разница между городским и деревенским бытом в минском Китае постепенно размывалась из-за того, что крестьянские хозяйства располагались в непосредственной близости от города, а порой и внутри кольца крепостных стен. Кроме того, изменения претерпевали и привычные социально-экономические отношения, выражавшиеся в традиционной системе четырёх профессиональных классов — ремесленники приходили на помощь крестьянам, когда в деревне были остро нужны рабочие руки, а крестьяне искали работу в городах во время голода.
Молодое поколение имело возможность унаследовать отцовскую профессию или выбрать себе другую. В частности, этот выбор включал в себя профессии изготовителя гробов, специалиста по художественному литью или кузнеца, портного, повара или специалиста по изготовлению лапши, мелочного торговца, трактирщика, содержателя чайной, хозяина питейных заведений, сапожника, изготовителя печатей, содержателя
ломбарда или борделя, или менялы, как представителя будущей банковской профессии, занимавшегося вексельными операциями. К примеру, почти в каждом городе имелся свой бордель, где можно было найти и женщин, и мужчин, готовых к услугам, причём гомопроститутки ценились выше, так как половые отношения с подростком считалось знаком принадлежности к элите, несмотря на то, что с точки зрения морали, содомия подвергалась осуждению. Распространение получили общие бани, что было достаточно редким в прежние времена. В городах лавки и розничные торговцы выставляли на продажу деньги из фольги, предназначенные для сжигания во время жертвоприношений предкам, предметы роскоши, головные уборы, изысканную одежду, чай различных сортов и т. д. Мелкие города и поселения, слишком бедные или отдаленные от соседей, и потому лишённые собственной торговли и ремесленного производства, тем не менее получали всё нужное через странствующих торговцев или принимали участие в периодических ярмарках. Даже в самых мелких городах имелись начальные школы, заключались свадебные союзы, проводились религиозные церемонии, выступали бродячие труппы, собирались налоги, и средства на случай голода.
На севере страны основными сельскохозяйственными культурами были пшеница и просо, а к югу от Хуайхэ — рис. В озёрах и прудах разводились рыба и утки. К югу от Янцзы процветало шелководство, для которого выращивались шелковичные деревья, здесь же культивировали чайные кусты, ещё дальше к югу располагались плантации цитрусовых и сахарного тростника. В горных районах на юго-востоке местные жители часто занимались торговлей бамбуком, использовавшимся в качестве строительного материала. Выходцы из бедных слоев населения пополняли ряды дровосеков, углежогов, они же получали известь, сжигая раковины морских моллюсков, обжигали горшки, плели корзины и циновки.
На севере страны основными средствами передвижения были повозка и лошадь, в то время как на юге огромное количество каналов, рек и озёр представляли собой удобную и дешёвую транспортную сеть. В то время как на юге земля в основном была поделена между крупными владельцами, сдававшими её в аренду крестьянским семьям, на севере насчитывалось куда больше небольших, но самостоятельных земельных наделов, что обуславливалось более сложными условиями жизни, более суровым климатом и как следствием — небольшой урожайностью, способной прокормить лишь владельца и его семью.

### Религия

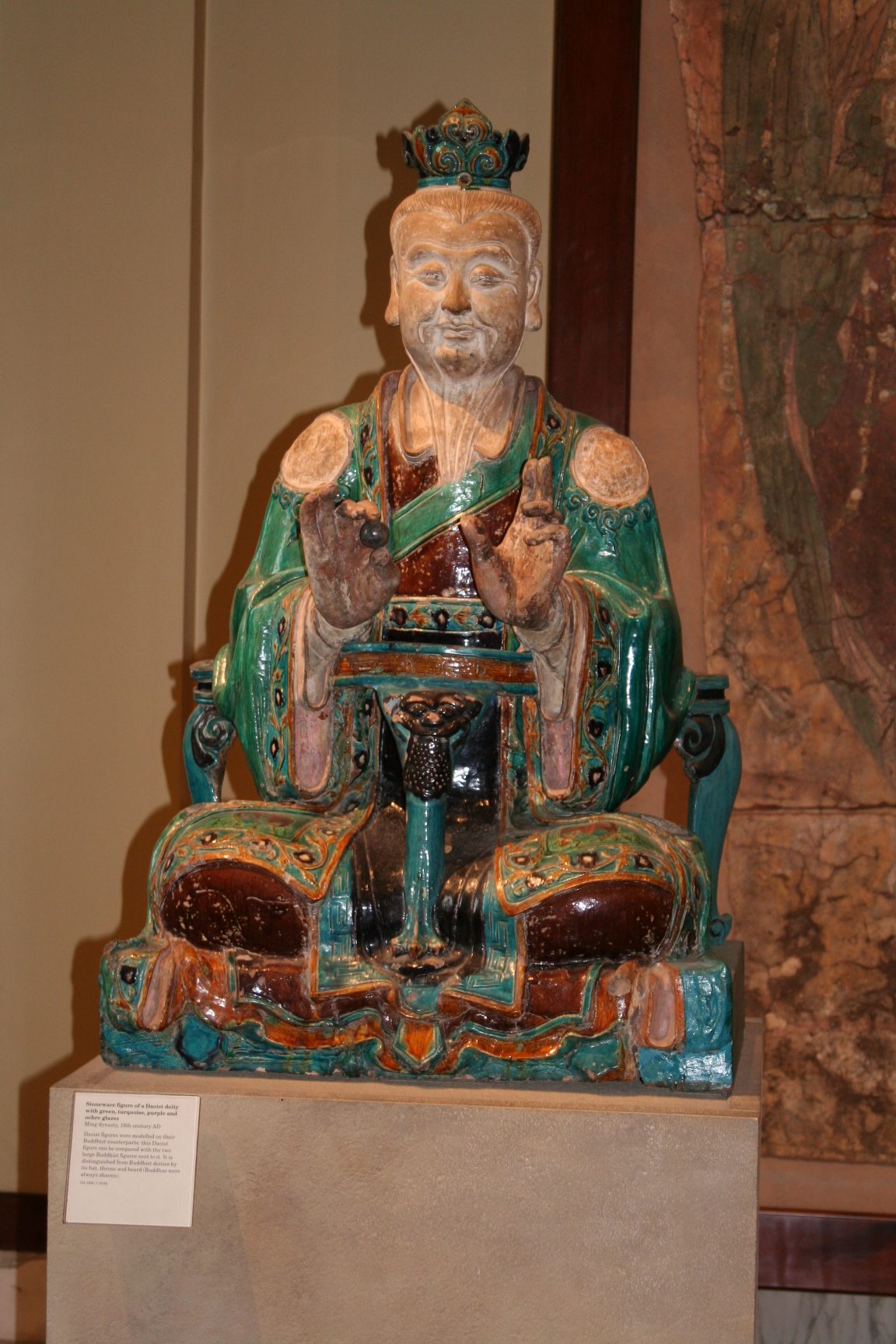
Китайская статуя даосского божества (глазурованная керамика), эпоха династии Мин, XVI ст.

### Философия

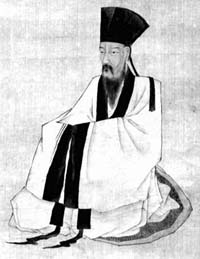
Ван Янмин — один из наиболее влиятельных конфуцианцев со времён Чжу Си

### Наука и образование

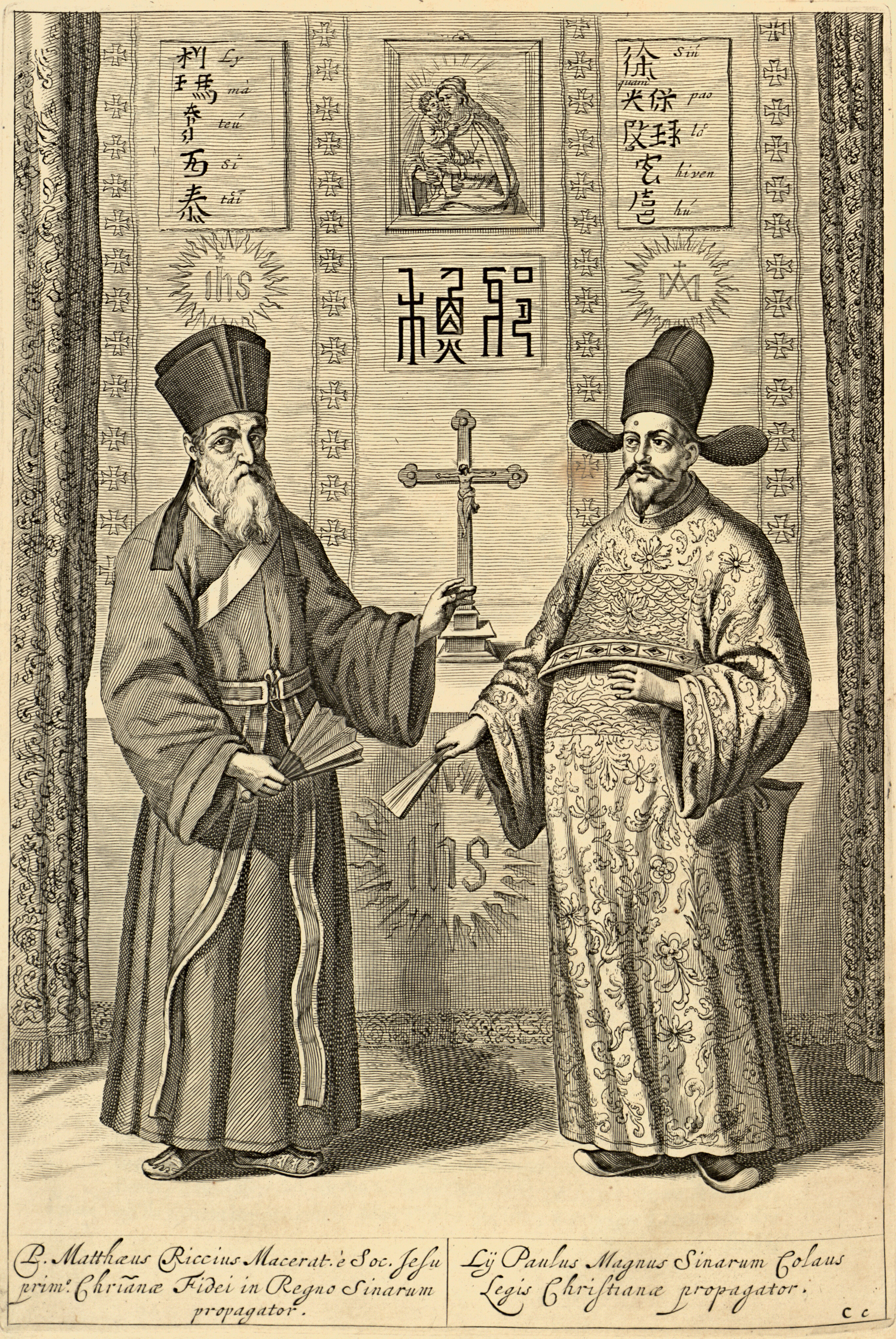
Итальянский миссионер Маттео Риччи (слева) и китайский агроном Сюй Гуанци (徐光啟) (справа) на рисунке с работы Атанасиуса Кирхера China Illustrata, опубликованной в 1667 году

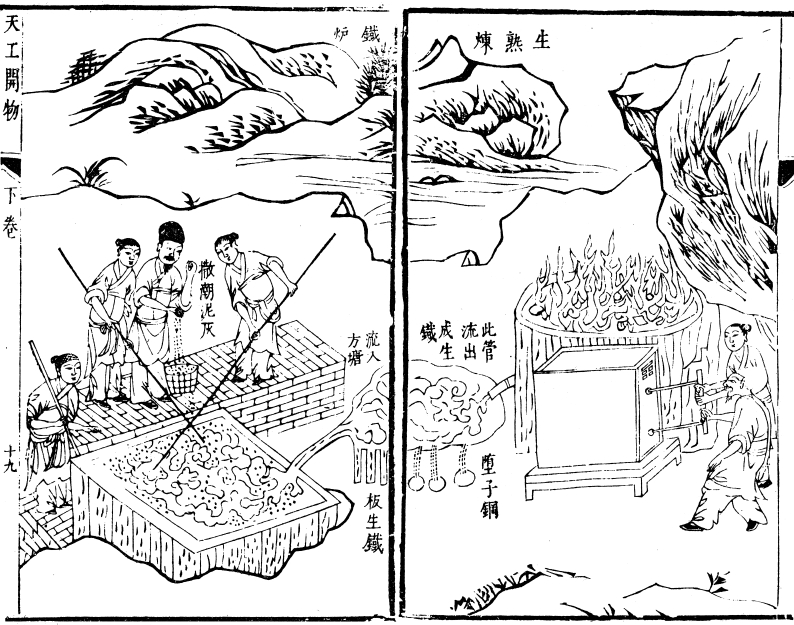
Пудлингование (слева) и мужчины у доменной печи (справа). Иллюстрация из энциклопедии Сун Инсина «Тянь гун кай у»

## Общество и культура